# Galdra-Manga
Margrét Þórðardóttir, känd som Galdra-Manga, levde 1662, var en isländsk kvinna som åtalades för häxeri. Hon är föremål för en folksaga.

## Biografi
Margrét Þórðardóttir var dotter till Þórður Guðbrandsson (Thordur Gudbrandsson), som 1654 avrättades i Trékyllisvík á Ströndum under häxprocessen i Trékyllisvík tillsammans med två andra män, Grímur Jónsson och Egill Bjarnason. De tre männen anklagades för att ha åstadkommit förtrollningar och de var de första personerna som avrättades för trolldom på Island sedan 1625. Detta inledde en period av häxjakt på Island. Margrét Þórðardóttir stod som svarande i en rättsprocess som sträckte sig över sex år. Hon ställdes slutligen inför rätta 1656 och dömdes 1662. Fallet tilldrog sig en hel del uppmärksamhet, men dokumentationen är ofullständigt bevarad.
Hennes dödsdom och avrättning är inte bekräftad. Enligt andra källor blev hon i själva verket frikänd sommaren 1662, då ett stort antal vittnen svor henne fri vid alltinget. På Island var det endast tio kvinnor av de 120 åtalade i häxprocesser och Thuridur Olafsdottir är den enda fullständig bekräftade avrättningen av en kvinna för häxeri på Island.
I Islands folkräkning av år 1703 uppräknas en 89-årig kvinna med detta namn bosatt i Lónseyri vid Snæfjallaströnd med sin son, den 44 år gamla Thordur Tomasson, och änka efter Tómas Thórdarson, kyrkoherde vid Snæfjöll. Hon tros vara samma person som Galdra-Manga.

## Folksagan
Enligt den traditionella sagan om hennes liv förföljdes hon av myndigheterna, som ville avrätta henne på grund av hennes släktskap med sin far, häxmästaren, men lyckades under flera år framgångsrikt gömma sig för dem. När hon slutligen ställdes inför rätta, dömdes hon till döden och avrättades genom att strypas och kastas i floden. Galdra-Mangas historia har bevarats i muntlig form i en folksaga upptecknad av Jón Árnason.